# The Gunfighter (film fra 1923)
The Gunfighter er en amerikansk stumfilm fra 1923 af Lynn Reynolds.

## Medvirkende
- William Farnum som Billy Buell
- Doris May som Nellie Camp
- Lee Shumway som Joe Benchley
- J. Morris Foster som Lew Camp
- Virginia True Boardman som Marjorie Camp
- Irene Hunt som Alice Benchley